# Marino Becichemo
Marino Becichemo, latinizzato come Marinus Becichemus Scodrensis (Scutari, 1468 circa – Padova, 1526), è stato un letterato e oratore albanese.
Fu un importante umanista nelle città di Brescia e, successivamente, a Padova nella Repubblica di Venezia all'inizio del XVI secolo. Mantenne una scuola umanista e fu professore all'Università di Padova. Scrisse per lo più commentari sulla letteratura latina classica ed era ben noto per le sue orazioni nella regione di Venezia.

## Biografia

### Primi anni di vita
Becichemo (in albanese, Beçikemi) proveniva da una famiglia albanese di Scutari, allora parte dei possedimenti veneziani in Albania. La sua nascita è datata nel 1468. Molti dei dettagli biografici sulla sua famiglia provengono da numerose fonti orali e lettere da lui scritte tra cui un panegirico da lui scritto nel 1503 e diretto al senato veneziano quale elogio per il reinsediamento di 2 000 profughi albanesi da Scutari in Italia dopo la caduta della città agli ottomani. Suo nonno Pietro era, insieme a Stefano Ionina, un ambasciatore albanese in servizio a Venezia. Suo nonno e il nonno di suo fratello caddero nella difesa di Drisht contro Stefan Maramonte (1429). Suo padre Marino fu segretario della Repubblica di Venezia alla corte ottomana per circa trent'anni. L'unica notizia sulla madre proviene da Apostolo Zeno che scrisse che fu Bianca Pagnano, figlia di Guglielmo Pagnano, discendente di una dinastia di mercanti milanesi che operavano nella Dalmazia veneziana. Il padre di Bechicemus, i suoi fratelli, suo zio Stefan come molti altri parenti combatterono nell'assedio di Scutari nel 1478-79. Nel 1477 fu inviato nella vicina Dulcigno poco prima dell'inizio dell'assedio. Complessivamente, 26 membri della sua famiglia su 30 sono morti nell'assedio di Scutari - incluso suo padre. Becichemo, ai tempi undicenne, si recò a Brescia per studiare. Gli eventi dell'assedio di Scutari erano di grande significato per Becichemo che sovente li rievocava in riferimento alla sua comunità anche molti anni dopo che si erano stabiliti in Italia come "noi miserabili profughi albanesi" e si faceva chiamare "profugo infelice".

### Carriera
A Brescia, Becichemo studiò latino e greco antico. Nel 1484, a soli 17 anni, tenne un discorso in città in onore del podestà Marco Antonio Morosini. In questo periodo, tornò a Dulcigno dove sposò Caterina, figlia del nobile del luogo Pasquale Dabri la cui madre apparteneva alla famiglia Bruti. Da qui inizia la carriera accademica di Becichemo. Dal 1492 al 1496 insegnò al ginnasio della Repubblica di Ragusa. Il suo commento sugli autori classici latini Castigationes et osservazioni in Virgilium, Ovidium, Ciceronem, Servium et Priscianum fu pubblicato in questo periodo, nel 1495, e fu dedicato al Senato ragusano. A Ragusa fece amicizia con l'umanista e poeta Ivan Gučetić (1451-1502). Fu, dall'ottobre 1496, segretario del patrizio veneziano Melchiorre Trevisan, quando quest'ultimo fu provvedittore della flotta veneziana con sede nelle terre di Ferdinando II di Napoli, e poi provvedittore generale nei territori passati dal Ducato di Milano a Venezia nel 1499. A Brescia ha istruito il figlio di Girolamo Donato (1495-1497).
Nel 1500 ricevette la cittadinanza veneziana e inaugurò la sua personale scuola umanistica. Nel 1501 fu docente all'università di Brescia e nel 1503 divenne direttore della scuola comunale della città. Sempre a Brescia furono pubblicate le sue prime opere in latino, come Observationum collectanea in primum Historiae naturali librum (1504-1506). Nel 1503 pubblicò un panegirico al Senato veneziano sul soccorso ai rifugiati dopo l'assedio di Scutari. Scrisse commenti su Cicerone, Plinio il Vecchio e altri filosofi classici. All'Università di Padova insegnò retorica; morì in quella città nel 1526.
Nel 1962 il suo panegirico del 1503 fu tradotto in albanese e inglese e incluso nell'opera di Marin Barleti L'assedio di Scutari.

## Opere
- Castigationes ad Apuleium Victorinum et Ciceronis opus de Oratore etc. necnon praeceptiones de componenda epistola, funebrique et nuptiali oratione (1495)
- Praelectio in Do Plinio … (1503)
- Panegyricus serenissimo principi Leonardo Lauretano (1504)
- Variarum osservatoum Collectanea (27 agosto 1504)[12]
- Observationum collectanea in primum Historiae naturali librum (1504–1506)